# Systém kontroly zletilosti
Systém kontroly zletilosti nebo též systém pro ověření věku (zkr. AVS z anglického Adult Verification System, resp. Age Verification System) je technologie užívaná webovými stránkami k ověření, má-li návštěvník požadovaný věk, zpravidla stanovený zákonem. Používá se obvykle pro omezení přístupu k nahotě, sexuálnímu, vulgárnímu či násilnému obsahu. Umožňuje tak společnostem vyhnout se právnímu postihu např. za zpřístupnění pornografie mladistvým apod.
Systémy tohoto charakteru se obvykle využívají ke kontrole platební karty a bývají provozovány třetími stranami, které tak mohou nabízet své služby většímu množství webových stránek.
V ČR systém pro ověření věku provozuje služba adulto.cz, která ověřuje věk zákazníků prostřednictvím systémů Bankovní identity a systémem zpracování a ověření dokladů totožnosti. Služba se zaměřuje na ověřování věku zákazníků především u online prodeje alkoholu a tabákových výrobků, kde to vyžaduje zákon.